# La Berra
Pour les articles homonymes, voir Berra (homonymie).
La Berra est un sommet des Préalpes fribourgeoises de 1 719 mètres d'altitude, situé en Suisse, sur le territoire de la commune de La Roche pour le versant nord et de Val-de-Charmey pour le versant sud, dans le district de la Gruyère. Cette montagne est utilisée depuis les années 1900 comme repère pour le système topographique suisse. C'est à cet effet qu'est installé à son sommet un point de triangulation. Depuis son sommet, la vue s'étend sur le Moyen Pays, la chaîne du Jura et les Alpes (notamment le mont Blanc et l'Eiger), en particulier les Préalpes fribourgeoises.

## Toponymie
Le nom de la montagne provient du latin vulgaire berria, qui signifie « terre à peine ou pas cultivée ».

## Géographie
Le sommet est situé à une quinzaine de kilomètres au sud de Fribourg, au-dessus de la limite de la forêt, et est constitué de pâturages alpestres. Un chemin mène au point culminant, depuis le téléski le plus élevé de la station.

## Domaine skiable
La Société des remontées mécaniques de La Berra, station de sports d'hiver, s'est installée sur les pentes de la montagne. Située à une trentaine de minutes de Fribourg, la station est de fait l'une des plus rapides d'accès de la région.